# Kalikst Woroniecki
Kalikst Woroniecki (ur. 1795, zm. 1879) – książę, ziemianin i oficer wojsk rosyjskich (gałąź płocka).

## Pochodzenie
Pochodził ze zubożałej gałęzi rodu Woronieckich, o dość niepewnej i pogmatwanej genealogii. Gałąź ta w XVIII w. zamieszkiwała województwo podolskie i ruskie.

## Rodzina
Syn Andrzeja Woronieckiego (1750-1819) i Magdaleny Gruszeckiej (ur. 1760). Ożenił się z Anielą Gostomską (1801-1856), z którą miał synów: Władysława Feliksa (ur. 1828), Bolesława Stanisława Zygmunta.

## Majątki
Dzięki bogatemu ożenkowi z córką chorążego pomorskiego, rodzina jego odziedziczyła dobra Glinki Stare w dawnym województwie płockim, które stały się siedzibą rodową. Do dziś mimo reformy rolnej potomkowie tej rodziny przetrwali w Glinkach na resztkach dóbr nie podlegających parcelacji.

## Tytuł
Otrzymał w 1821 r. od Deputacji Senatu Królestwa Polskiego uznanie tytułu książęcego i znalazł się na liście uprawnionych do używania tego tytułu z 1824 r. Lista ta ogłoszona formalnie i warunkowo w 1840 r. pozwoliła na wylegitymowaniu się ze szlachectwa przed ogłoszeniem prawa i bez przedstawiania dowodów. Po ogłoszeniu prawa o tytułach szlacheckich w 1840 r. bezskutecznie zabiegał o uznanie tytułu książęcego, lecz zarówno on, jak i jego przodkowie spotkali się z odmową.